# 高恩山
71°55′S 165°11′E / 71.917°S 165.183°E
高恩山（英語：Mount Gawn），是南極洲的山峰，位於維多利亞地的彭內爾海岸，處於金格山脈中部，海拔高度2,190米，由新西蘭探險隊命名，現時由南極條約體系管理。